# Vulkaanmuis
De vulkaanmuis (Neotomodon alstoni)  is een zoogdier uit de familie van de Cricetidae. De wetenschappelijke naam van het geslacht Neotomodon en van de soort werd voor het eerst geldig gepubliceerd door Merriam in 1898.